# 14181 Koromházi
14181 Koromházi eller 1998 VM32 är en asteroid i huvudbältet som upptäcktes den 20 november 1998 av de båda ungerska astronomerna Krisztián Sárneczky och László Kiss vid Piszkéstető-observatoriet. Den är uppkallad efter Beáta Koromházi, mor till en av upptäckarna.
Asteroiden har en diameter på ungefär 11 kilometer.